# Випаровуваність
Випаровуваність — гранично можливе теоретичне випаровування за фактичних умов погоди (інсоляція, температура повітря і поверхні, вологість повітря, вітер), необмежене запасами вологи. Обчислюється в мм шару води, що випарувалася.
Над водною поверхнею випаровуваність завжди дорівнює фактичному випаровуванню. Над сушею ці значення тотожні лише у випадку, якщо вологість ґрунту перевищує певну оптимальну величину, що забезпечує максимальну інтенсивність сумарного випаровування (випаровування з ґрунту + транспірація рослин). Різниця між випаровуваністю й випаровуванням за інших рівних умов зменшується з ростом сухості ґрунту. Найбільша вона в тропічних пустелях, де випаровуваність понад 2000 мм на рік, а фактичне випаровування близьке до 0.

## Методика обчислення
Для визначення випаровуваності над поверхнею суходолу можна застосовувати ряд методів:
- Найбільш фізично обґрунтований метод полягає в розрахунку випаровуваності за рівнянням теплового балансу земної поверхні з урахуванням реальних властивостей такої поверхні й припущення її оптимального зволоження.
- Випаровуваність прирівнюють до теоретичного випаровування з рівної поверхні випарника, але при цьому не враховують безперервний вплив постійно рухомих сухих мас повітря над ним.
- Випаровуваність прирівнюється до фактичного випаровуванню з поверхні озер або водоймищ за аналогічних метеорологічних умов. Відмінності між водною поверхнею і суходолом (альбедо, теплоємність і теплопровідність, шорсткість і загальна структура поверхні) не беруться до уваги, що спричиняє неточності обчислення.

## Географічний розподіл
Співвідношення випаровуваності й фактичного випаровування є одним з показників співвідношення тепла і вологи, що в свою чергу, визначає умови розвитку живої природи. Тому величина випаровуваності (або дотичні характеристики) входить в усі показники ступеня зволоження території.
У полярних областях за низьких температур як фактичне випаровування, так і теоретично можливе малі і близькі один до одного. На Шпіцбергені випаровуваність тільки 80 мм на рік.
У помірних широтах значення як першого, так і другого зростають: в Англії — 400, у Середній Європі близько — 450, у Санкт-Петербурзі — 320 мм на рік. У Центральній Азії з її високими літніми температурами і великим дефіцитом вологості випаровуваність значно вища: Ташкент — 1340, Нукус — 1800 мм на рік.
У тропічних широтах випаровуваність порівняно невелика на узбережжях і різко зростає вглиб континентів, особливо в пустелях: на Атлантичному узбережжі Сахари — 600—700, на відстані 500 км від берега — 3000 мм на рік; у посушливих районах Аравії — 3000 мм на рік; у пустелі Сонора — понад 3000 мм на рік. Тільки в Південній Америці відсутні області з річною випаровуваністю понад 2500 мм на рік. На пустельних узбережжях, утворення яких спричинене холодними морськими течіями, Атакама і Наміб випаровуваність не більше 600—800 мм.
Поблизу екватора, де дефіцит вологості досить малий, випаровуваність відносно низька — 700—1000 мм.

### Україна
В Україні середні показники випаровуваності зростають з північного заходу на схід і південь разом з дефіцитом вологості. Середнє значення випаровуваності для деяких українських міст: Луганськ — 740, Одеса — 584 мм на рік.

#### Випаровуваність солоної води озер Кінбурнського півострова
Величину випаровуваності визначають у міліметрах стовпа випаровуваної води. Для цього на солепромислах застосовують простий метод. Біля озера просто неба встановлюють спеціальні кристалізатори - посудини, які заповнюються ропою, інтенсивність випаровування якої треба визначити. Одночасно в другий кристалізатор наливають прісну воду. За зниженням рівня рідин в посудинах складають таблиці, за якими визначають показник випаровуваності ропи в кожному озері. Коефіцієнт випаровуваності визначається відношенням стовпа випаровуваного розсолу до величини випаровування прісної води. Для ропи Кінбурнських солоних озер на основі спостережень прийняті емпіричні коефіцієнти.